# 橘俊光
橘 俊光（たちばな としみつ、1952年 - ）は、日本の造園系地方公務員。

## 来歴
北海道に生まれる。1976年に北海道大学農学部を卒業し、兵庫県庁に入庁した。
1983年には建設省都市局公園緑地課緑地対策室に出向した。県庁に戻ったのち、1996年からは都市住宅部（2003年より県土整備部まちづくり局）公園緑地課に勤務する。2010年に県土整備部兼21世紀の森室長となる（2011年より兵庫県園芸・公園協会技術参与を兼ねる）。
これらの経歴において一貫して公園緑地・都市緑化行政に携わった。
2012年に県土整備部参事兼兵庫県広域防災センター次長・防災公園管理部長を務めた後、2013年より兵庫県園芸･公園協会理事兼国営明石海峡公園管理センター長となる。
2016年、第38回日本公園緑地協会北村賞を受賞した。